# 柏原満
柏原 満（かしわばら みつる、1933年11月6日 - 2024年11月18日）は、日本の音響効果技師。東京演劇音響研究所に所属していた。
『宇宙戦艦ヤマトシリーズ』や『サザエさん』、『ドラえもん』など数多くのテレビアニメの効果音を手掛け、「タラちゃんの足音」「タケコプターの音」「ヤマトの主砲・波動砲の発射音」など特徴的な「音」を多く生み出したことで知られる。

## 来歴
高知県出身。映画界に憧れ上京し、日本大学芸術学部映画学科中退後、アオイスタジオへ入社して音響ミキサーの仕事を始める。そこで大野松雄らと『鉄腕アトム』の音響に携わり、音響監督を兼任したフジテレビの別所孝治プロデューサーの下で録音技師を務めた。これがきっかけで音作りの面白さを知る。
その後、音響効果の仕事に移るため独立してフリーに。
『サザエさん』『宇宙戦艦ヤマトシリーズ』や『ドラえもん』など数多くのテレビアニメやアニメ映画の音響効果を手掛ける。音響機材の少ない時代から試行錯誤を繰り返し、多岐にわたる効果音を生み出した。実写映画では、大林宣彦監督作品を多数手掛けた。
2013年、第17回文化庁メディア芸術祭にて功労賞を受賞。同芸術祭では、『宇宙戦艦ヤマト』『ドラえもん』『サザエさん』の効果音の一部が「SEボタン」として展示された。
2024年11月18日午前6時52分、膀胱癌のため東京都三鷹市の病院で死去。91歳没。訃報は同年12月16日、カラーの公式Xにおいて伝えられ、庵野秀明からの追悼コメントも寄せられた。

## 人物
アニメ監督の杉井ギサブローは柏原を「サウンドディレクターとして日本のアニメーションを黎明期から牽引してきてくれた人」と評し、柏原による効果音を「柏原サウンド」と呼んでいる。
音響の仕事について「手に取って見えず難しい世界」としており、アニメの音作りでは「誇張と省略」を信念としていた。
手作りの精神を大切にしているためデジタル作業はあまり行わず、アナログテープで作業を行い、作成した音は基本的にオープンリールで保管されている。『サザエさん』での選曲作業に関しては2013年ごろに既存音源のデジタル化が行われProToolsを使用したデジタル環境に変化したが、その後も柏原はアナログテープを用いて作業していたという。
2019年のインタビューで、赤ちゃんの泣き声の場面に約50年前の録音である自分の子供の出生時の泣き声を未だに使うことがあると語っている。
柏原の没後、音の作成に使用していた機材や『宇宙戦艦ヤマト』など主要作品のアナログテープはカラーに譲渡され、アニメ特撮アーカイブ機構にて保管されている。

## エピソード

### 宇宙戦艦ヤマト
『宇宙戦艦ヤマトシリーズ』では、1974年の開始よりヤマトのエンジン音、主砲や波動砲の発射音などあらゆる音を作成した。
ヤマトの効果音を作る上で受けた注文は「『船』のイメージを絶対忘れないでくれ」だった。ただし、それ以外の要望は特になかったため、ほとんど柏原自身のイメージで作っていったという。
2009年公開の『宇宙戦艦ヤマト 復活篇』制作時にオファーされた際には「5.1chはちょっとできないよ」と断り、新規の効果音がつけられたが、古くからの『宇宙戦艦ヤマト』ファンから柏原満によるオリジナル効果音と異なるとクレームが寄せられた。2012年に公開された同作のディレクターズカット版が製作される際に音響監督の吉田知弘の熱意に応えて使用を承諾し、柏原によるオリジナル音をそのまま使用した部分が多い。
リメイク作品である『宇宙戦艦ヤマト2199』シリーズでは西村睦弘が音響効果を手掛けているが、柏原から提供されたオリジナル版の効果音も使用されており「オリジナルサウンドエフェクト」としてクレジットされている。
柏原は、本作で自身が手がけた効果音が人気を博していることは知らず、『宇宙戦艦ヤマト 復活篇』の頃にインターネットでの評判を見せてもらって初めて知ったという。後に柏原は「効果音なんて、縁の下の力持ち的な仕事だとずっと思ってきましたから、僕の仕事にファンがいるなんて思いも寄りませんでした。」、「『宇宙戦艦ヤマト2199』にも音を使わせて欲しいと言われた時は、やはり嬉しかったですね。こうして評価していただいたのも、『ヤマト』という作品に恵まれたからだと思います」と語っている。
2024年に死去した際は、リメイクシリーズの公式サイトとX（旧Twitter）公式アカウントにおいて追悼コメントが記載された。

### サザエさん
『サザエさん』では、別所孝治の誘いにより1969年の放送開始から音響効果を担当。録音演出（音響監督）の岡本知と共にBGMの選曲も行っていた。
磯野家の玄関扉やふすまの開閉音は、当時の柏原の自宅で録音したものが現在に至るまで使われ続けている。
生活音が多く大半の音は映像と同じ動作をして出た音を録音したものだが、そのまま使うことはなるべく避けたといい、再生速度を変化させたりエコーをかけるなどの工夫はしていたという。
タラちゃんの足音は「実際（現実）と同じような足音をつけても面白くない」と考え作成された。柏原は後に「はじめは生活音の中で浮いてる感じがしたが、慣れてからはかわいらしく思えるようになった」と述べている。
2003年に岡本が死去した際は、それまでの功績を踏まえプロデューサーらから音響監督の引き継ぎを打診されたものの「人に指示をするのは苦手」との理由で辞退。以降は音響監督を別に立てる一方で、BGMの構成や選曲、アフレコに立ち会って台詞のチェック、編集など音に関する全ての作業に関わった。
2014年、体調を崩し一時休養したことを機に音響効果を降板。ただし、柏原による効果音は多数が以降もそのまま使用され、クレジットは引き続き「効果」として行われているほか、後任となった今野康之の作成する効果音の監修を務め、BGMの構成作業は引き続き担当していた。2019年時点では、月曜日から水曜日にかけて選曲作業、木曜日にアフレコスタジオへ参加、金曜日に音声をダビング後、土曜日に放送予定の作品の絵コンテをチェックしBGM構成を考える、というスケジュールだった。
2019年のインタビューでは、長く携わってるため本作への愛着も強いことを明かし「自分が8人目の家族のような気持ちでいます。常に天井から家族の様子を見ている、座敷わらしならぬ座敷じじいみたいな（笑）そういう気持ちで番組を見ています」と語っていた。
2024年に死去した際は、『サザエさん』の公式サイトおよび制作会社であるエイケンのオフィシャルサイト内において追悼コメントが記載された。

## 主な参加作品

### テレビアニメ
- わんぱく探偵団
- どろろ
- サザエさん（1969年 - ）※2014年以降は今野康之と共同
- ムーミン
- 海底都市のできるまで
- アンデルセン物語
- 新ムーミン
- おんぶおばけ
- ワンサくん
- 宇宙戦艦ヤマトシリーズ（1974年 - ）
- ラ・セーヌの星
- ピコリーノの冒険
- おれは鉄兵
- まんが偉人物語
- 一球さん
- ドラえもん（1979年 - 2005年）
- 二死満塁
- ナイン
- 三国志
- 夢の星のボタンノーズ
- Mr.ペンペン
- オズの魔法使い
- ウルトラB
- 笑ゥせぇるすまん
- 藤子不二雄Aの夢魔子
- 沈黙の艦隊
- 宇宙戦艦ヤマト2199シリーズ（2012年 - ）※オリジナルサウンドエフェクト

### 劇場映画
- ルパン三世 パイロットフィルム
- 千夜一夜物語
- クレオパトラ
- 動物村の消防士
- 生きているってすばらしい!
- 哀しみのベラドンナ
- ジャックと豆の木
- バラの花とジョー
- 草原の子テングリ
- 宇宙戦艦ヤマト
- ちいさなジャンボ
- チリンの鈴
- キタキツネ物語※東洋音響効果グループと共同
- さらば宇宙戦艦ヤマト 愛の戦士たち
- 11ぴきのねこ
- ヤマトよ永遠に
- ユニコ
- キティとミミィのあたらしいかさ
- シリウスの伝説
- ゆき
- 象のいない動物園
- 対馬丸 —さようなら沖繩—
- 宇宙戦艦ヤマト 完結編
- 銀河鉄道の夜
- オーディーン 光子帆船スターライト※スワラ・プロの伊藤克己と共同
- スーパーマリオブラザーズ ピーチ姫救出大作戦!
- 11ぴきのねことあほうどり
- 王立宇宙軍_オネアミスの翼
- 漂流教室※スワラ・プロと共同
- 紫式部 源氏物語
- マイメロディの赤ずきん
- ぽこぽんのゆかいな西遊記
- けろけろけろっぴの三銃士
- たあ坊の竜宮星大探険
- 走れメロス
- 平成狸合戦ぽんぽこ
- ドラえもん映画作品 ※第1作『ドラえもん のび太の恐竜』から第19作『ドラえもん のび太の南海大冒険』まで
- 宇宙戦艦ヤマト 復活篇 ※ディレクターズカット版のみ

## ディスコグラフィ
| 発売日        | 商品名                                          | 規格品番   | 備考                                                                   |
| ------------- | ----------------------------------------------- | ---------- | ---------------------------------------------------------------------- |
| 1996年3月20日 | サウンド・ファンタジア・シリーズ 宇宙戦艦ヤマト | COCC13263  | 効果音のみ。                                                           |
| 2013年12月4日 | サザエさん音楽大全                              | TYCN-60100 | 「タラちゃんの足音」など効果音のみ。スーパーバイザーとして制作に参加。 |

## 出演
- ドキュメンタリー映画『アトムの足音が聞こえる』（2011年）[18]

## 文献
- 「特別インタビュー アニメーションの効果マンとして50年 "柏原満"さんの足跡」『Stage Sound Journal』公益社団法人日本舞台音響家協会、2007年9月号、pp.2-16[19]